# Vaumeilh
Vaumeilh ist eine französische Gemeinde mit 268 Einwohnern (Stand 1. Januar 2022) im Département Alpes-de-Haute-Provence in der Region Provence-Alpes-Côte d’Azur. Sie gehört zum Kanton Seyne im Arrondissement Forcalquier. Die Bewohner nennen sich Vaumeilhois.

## Geographie
Vaumeilh grenzt im Norden an Sigoyer, im Nordosten an La Motte-du-Caire, im Osten an Nibles, im Süden an Valernes und im Westen an Le Poët. Im Westen begrenzt der Fluss Durance das Gemeindegebiet.

## Bevölkerungsentwicklung
| Jahr      | 1962 | 1968 | 1975 | 1982 | 1990 | 1999 | 2008 | 2012 |
| --------- | ---- | ---- | ---- | ---- | ---- | ---- | ---- | ---- |
| Einwohner | 170  | 159  | 152  | 159  | 170  | 197  | 272  | 265  |